# 坎本迪-卡滕博
10°4′32″S 17°33′25″E / 10.07556°S 17.55694°E
坎本迪-卡滕博（葡萄牙語：Cambundi Catembo），是安哥拉的城鎮，位於該國北部，由馬蘭哲省負責管轄，東鄰沙穆泰巴，面積16,097平方公里，2014年人口59,000，人口密度每平方公里3.7人。